# Naudshusaari (ö, lat 69,24, long 28,34)
Naudshusaari är en ö i Finland. Den ligger i sjön Enare träsk och i kommunen Enare i landskapet Lappland, i den norra delen av landet, 1 000 km norr om huvudstaden Helsingfors. Öns största längd är 3,1 kilometer i sydväst-nordöstlig riktning.